# 新潟白勢財閥
新潟白勢財閥（にいがたしろせざいばつ）は、新潟三大財閥（斎藤喜十郎財閥、鍵冨三作財閥、新潟白勢財閥）称された地方財閥の一つ。

## 歴史
白勢春三家は、新潟県北蒲原郡金塚村（現・新発田市金塚）の地主の分家の家系である。第四国立銀行、新潟銀行（現第四銀行）創立当時から共同出資に参加していた。出資比率は、市島、田巻、山口、二宮等の大地主仲間や、西脇、鍵富等の商人たちと多少の差異こそあれ、ほとんど同格であった。
間瀬銅山の経営や新潟電力を設立するなど新潟の近代化にも尽力し、新潟三大財閥の一角を担ったが、第二次世界大戦後、連合国軍最高司令官総司令部 (GHQ) による財閥解体の指令により解体された。